# بين سبنسر (لاعب كرة قاعدة)
بين سبنسر (بالإنجليزية: Ben Spencer)‏ هو لاعب كرة قاعدة أمريكي، ولد في 15 مايو 1890 في Patapsco, Carroll County, Maryland ‏ في الولايات المتحدة، وتوفي في 1 سبتمبر 1970 في Finksburg, Maryland ‏ في الولايات المتحدة.